# Fußball-Weltmeisterschaft 1958/Brasilien
Dieser Artikel behandelt die brasilianische Fußballnationalmannschaft bei der Fußball-Weltmeisterschaft 1958.

## Qualifikation
Weil Venezuela seine Teilnahme zurückzog, bestanden Brasiliens Qualifikationsspiele nur aus einem Hin- und einem Rückspiel gegen Peru.
| 13. April 1957 | Lima, Peru                | Peru      | - | Brasilien | 1:1 | 1:0 Terry (38.), 1:1 Índio (47.) |
| 21. April 1957 | Rio de Janeiro, Brasilien | Brasilien | - | Peru      | 1:0 | 1:0 Didi (11.)                   |

## Brasilianisches Aufgebot
| Nr.               | Name                   | Verein vor WM-Beginn               | Geburtstag | Spiele   | Tore     | Platzverweise |          |
| Torhüter          | Torhüter               | Torhüter                           | Torhüter   | Torhüter | Torhüter | Torhüter      | Torhüter |
| ----------------- | ---------------------- | ---------------------------------- | ---------- | -------- | -------- | ------------- | -------- |
| 1                 | Carlos José Castilho † | Fluminense Rio de Janeiro          | 27.11.1927 | 0        | 0        | 0             |          |
| 3                 | Gilmar †               | Corinthians São Paulo              | 22.08.1930 | 6        | 0        | 0             |          |
| Abwehrspieler     |                        |                                    |            |          |          |               |          |
| 2                 | Bellini †              | CR Vasco da Gama                   | 07.06.1930 | 6        | 0        | 0             |          |
| 4                 | Djalma Santos †        | Associação Portuguesa de Desportos | 27.02.1929 | 1        | 0        | 0             |          |
| 9                 | Zózimo †               | Bangu AC                           | 19.06.1932 | 0        | 0        | 0             |          |
| 12                | Nílton Santos †        | Botafogo FR                        | 16.05.1925 | 6        | 1        | 0             |          |
| 14                | Nílton De Sordi †      | FC São Paulo                       | 14.02.1931 | 5        | 0        | 0             |          |
| 15                | Orlando †              | CR Vasco da Gama                   | 20.09.1935 | 6        | 0        | 0             |          |
| 16                | Mauro Ramos †          | FC São Paulo                       | 30.08.1930 | 0        | 0        | 0             |          |
| Mittelfeldspieler |                        |                                    |            |          |          |               |          |
| 5                 | Dino Sani              | FC São Paulo                       | 23.05.1932 | 2        | 0        | 0             |          |
| 6                 | Didi †                 | Botafogo FR                        | 08.10.1928 | 6        | 1        | 0             |          |
| 8                 | Oreco †                | Corinthians São Paulo              | 13.06.1932 | 0        | 0        | 0             |          |
| 13                | Moacir                 | Flamengo Rio de Janeiro            | 18.05.1936 | 0        | 0        | 0             |          |
| 19                | Zito †                 | FC Santos                          | 08.08.1932 | 4        | 0        | 0             |          |
| Stürmer           |                        |                                    |            |          |          |               |          |
| 7                 | Mário Zagallo †        | Flamengo Rio de Janeiro            | 09.08.1931 | 6        | 1        | 0             |          |
| 10                | Pelé †                 | FC Santos                          | 23.10.1940 | 4        | 6        | 0             |          |
| 11                | Garrincha †            | Botafogo FR                        | 28.10.1933 | 4        | 0        | 0             |          |
| 17                | Joel †                 | Flamengo Rio de Janeiro            | 23.11.1931 | 2        | 0        | 0             |          |
| 18                | Mazzola                | Palmeiras São Paulo                | 24.07.1938 | 3        | 2        | 0             |          |
| 20                | Vavá †                 | CR Vasco da Gama                   | 12.11.1934 | 4        | 5        | 0             |          |
| 21                | Dida †                 | Flamengo Rio de Janeiro            | 26.03.1934 | 1        | 0        | 0             |          |
| 22                | Pepe                   | FC Santos                          | 25.02.1935 | 0        | 0        | 0             |          |
| Trainer           |                        |                                    |            |          |          |               |          |
|                   | Vicente Feola          |                                    | 01.11.1909 |          |          |               |          |

## Spiele der brasilianischen Mannschaft

### Vorrunde
- Brasilien –  Österreich 3:0 (1:0)

Stadion: Rimnersvallen (Uddevalla)
Zuschauer: 25.000
Schiedsrichter: Guigue (Frankreich)
Tore: 1:0 Mazzola (38.), 2:0 Nílton Santos (49.), 3:0 Mazzola (89.)
- Brasilien –  England 0:0

Stadion: Ullevi (Göteborg)
Zuschauer: 30.000
Schiedsrichter: Dusch (BR Deutschland)
- Brasilien –  Sowjetunion 2:0 (1:0)

Stadion: Ullevi (Göteborg)
Zuschauer: 50.000
Schiedsrichter: Guigue (Frankreich)
Tore: 1:0 Vavá (2.), 2:0 Vavá (65.)
Besonders interessant war die Gruppe 4, in der sich Brasilien als Erster gegen die Sowjetunion, England und den WM-Dritten von 1954, Österreich, durchsetzte. Nach dem 3:0 gegen Österreich konnten die Südamerikaner den Engländern nur ein 0:0 abringen. Gegen die Sowjetunion (2:0 durch zwei Tore von Vava) tauchte zum ersten Mal ein 17-jähriger junger Mann in der Startelf auf, der noch für Furore sorgen sollte: Edson Arantes do Nascimento, genannt Pelé. Gruppenzweiter wurden die Russen (mit Torwart-Legende Lew Jaschin), die aufgrund der Punktegleichheit mit dem Favoriten England (hatten den Verlust der beim Flugzeugabsturz verunglückten Spieler von Manchester United zu verkraften) ins Play-off-Spiel mussten und das Fußball-Mutterland mit 1:0 besiegten. Österreich (Mittelläufer: Ernst Happel!) konnte in dieser Gruppe nicht viel ausrichten und wurde mit nur einem Remis (gegen England) Tabellenletzter.

### Viertelfinale
| 25.000 | Ullevi (Göteborg) | Brasilien | Wales | Seipelt (Österreich) | 1:0 (0:0) | 1:0 Pelé (66.) |

Überraschend eng wurde es für die Brasilianer. Nur dank eines Treffers von Pelé (66.) schafften die Südamerikaner gegen die harten und abwehrstarken Waliser den Einzug ins Halbfinale.

### Halbfinale
| 27.000 | Råsundastadion (Solna) | Brasilien | Frankreich | Griffiths (Wales) | 5:2 (2:1) | 1:0 Vavá (2.) 1:1 Fontaine (9.) 2:1 Didi (39.) 3:1 Pelé (52.) 4:1 Pelé (64.) 5:1 Pelé (75.) 5:2 Piantoni (83.) |

Die zweite Halbfinalbegegnung zwischen dem hohen Favoriten Brasilien und Frankreich wurde zur großen Show des Angriffs der Südamerikaner und speziell für Pelé, der mit drei Treffern glänzte. Beobachter von damals meinten, das beste Spiel des Turniers beim 5:2-Erfolg der Brasilianer gesehen zu haben.

### Finale
| 51.800 | Råsundastadion (Solna) | Brasilien | Schweden | Guigue (Frankreich) | 5:2 (2:1) | 0:1 Liedholm (4.) 1:1 Vavá (9.) 2:1 Vavá (32.) 3:1 Pelé (55.) 4:1 Zagallo (68.) 4:2 Simonsson (80.) 5:2 Pelé (90.) |

 Brasilien: Gilmar – D. Santos, N. Santos, Zito – Bellini (c), Orlando – Garrincha, Didi, Vavá, Pelé, Zagallo. Trainer: Vicente Feola
 Schweden: Svensson – Bergmark, Axbom, Börjesson – Gustavsson, Parling – Hamrin, Gren, Simonsson, Liedholm (c), Skoglund. Trainer: George Raynor
Schiedsrichter:  Maurice Guigue;  Albert Dusch,  Juan Gardeazábal
50.000 Zuschauer sahen dann das Finale in Stockholm. Die Brasilianer ließen sich von dem frühen Tor durch Liedholm (4.) nicht aus dem Konzept bringen. Garrincha, Vava und Pelé zogen ihr technisch brillantes Spiel in unnachahmlicher Weise auf, kamen noch vor der Pause durch zwei Vava-Tore zum 2:1, ehe Pelé, Zagallo und nochmals Pelé den Schweden (Simonsson traf zwischendurch zum 2:4) mit 5:2 das Nachsehen gaben.
| Weltmeister 1958       |
| ---------------------- |
| Brasilien Erster Titel |